# Гострі предмети
«Гострі предмети» (англ. Sharp Objects) — дебютний роман Ґіліян Флінн 2006 року. Книжка розповідає про репортерку на ім'я Камілла Прікер, яка, отримавши завдання від редактора газети, мусить знову повертається до свого рідного містечка Вінд-Ґеп, аби написати статтю про жорстокі вбивства двох місцевих дівчаток.
В одному зі своїх блогів Ґіліян Флінн написала:
|  | Бібліотеки переповнені історіями про цілі покоління жорстоких чоловіків, що перебувають у полоні коловороту агресії. Я хотіла написати про жорстоких жінок. Темні сторони — важливі. Їх слід плекати як мерзенні чорні орхідеї. Саме тому «Гострі предмети» — мій маленький страшний букет.Оригінальний текст (англ.) Libraries are filled with stories on generations of brutal men, trapped in a cycle of aggression. I wanted to write about the violence of women. Dark sides are important. They should be nurtured like nasty black orchids. So Sharp Objects is my creepy little bouquet. |

2007 року роман ввійшов до короткого списку премій «Едгар», «Золотий кинджал», «Новий закривавлений кинджал» та «Сталевий кинджал Яна Флемінга», здобувши перемогу у двох останніх номінаціях.

## Екранізація
У березні 2017 року розпочалися зйомки однойменного серіалу з Емі Адамс у ролі Камілли Прейкер. Прем'єра телесеріалу відбулася 8 липня 2018 року.

## Переклади українською
- Ґіліян Флінн. Гострі предмети. — КМ-Букс, 2016. — 288 с. — ISBN 978-617-7409-80-8.
- Ґіліян Флінн. Гострі предмети. — КМ-Букс, 2017. — 352 с. — ISBN 978-617-7498-22-2.